# Apotropina proxima
Apotropina proxima är en tvåvingeart som först beskrevs av Rayment 1959.  Apotropina proxima ingår i släktet Apotropina och familjen fritflugor. Inga underarter finns listade i Catalogue of Life.